# Karl Johansson
Karl „Kalle“ Johansson ist ein ehemaliger schwedischer Orientierungsläufer.
Bei den ersten Orientierungslauf-Weltmeisterschaften 1966 in Finnland gewann er mit der schwedischen Staffel, in der neben ihm auch noch Bertil Norman, Anders Morelius und Göran Öhlund liefen, die Goldmedaille. 1968 wurde Johansson in Linköping Einzelweltmeister vor seinem Landsmann Sture Björk. Mit der Staffel (mit Sture Björk, Sten-Olof Carlström und Göran Öhlund) konnte er zudem den Titel verteidigen.
Bei Nordischen Meisterschaften wurde er 1969 Dritter im Einzel hinter Åge Hadler aus Norwegen und Veikko Kostiainen aus Finnland, mit der schwedischen B-Staffel (Lars-Erik Hult, Stefan Persson, und Bernt Frilén) gewann er 1971 Silber hinter der zweiten Staffel Norwegens.
Johansson wurde 1967 (Ultralang), 1968 (Lang) und 1971 (Ultralang) schwedischer Meister.

## Platzierungen
Weltmeisterschaften:
- 1966: 9. Platz Einzel, 1. Platz Staffel
- 1968: 1. Platz Einzel, 1. Platz Staffel
- 1970: 9. Platz Einzel, 2. Platz Staffel